# National Asset Management Agency

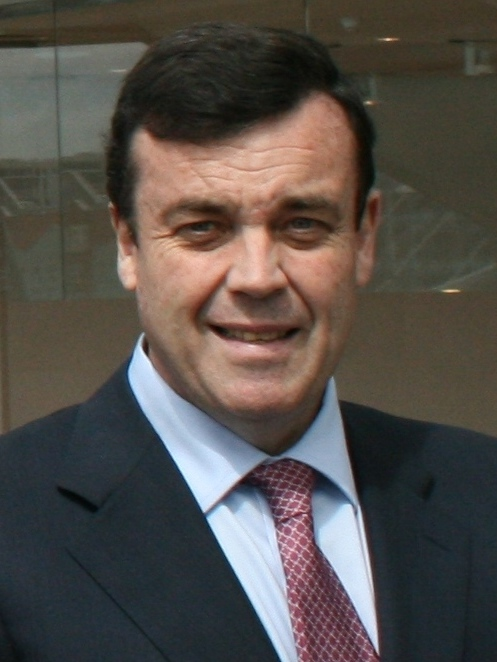
Le ministre John Gormley, le Taoiseach Brian Cowen et le ministre Brian Lenihan lors du lancement du plan d'investissement en capital, le lundi 26 juillet 2010

La National Asset Management Agency (NAMA), en irlandais : Gníomhaireacht Náisiúnta um Bhainistíocht Sócmhainní, est une agence gouvernementale d'Irlande, créée à la fin 2009, pour renflouer les banques irlandaises et faire face à la crise immobilière dans le pays. Son rôle précis est de servir de structure de défaisance en rachetant les actifs des banques irlandaises ayant vu leurs valeurs trop fortement chuter pour être vendables.
En octobre 2017, la NAMA annonce la vente de ses dernières obligations gérées, soit 500 millions d'euros d'obligations sur les 30 milliards qu'elle a géré. Au total, cette structure de défaisance[Quoi ?], a acquis 74 milliards d'euros de créance pour un prix fortement déprécié de 31,8 milliards d'euros.